# Якубовский, Павел Геронтьевич
Павел Геронтьевич Якубовский (12 июля 1891, Курская губерния — 22 июня 1945, Новосибирск) — русский и советский художник-график, член Союза художников СССР (1937).

## Биография
Родился 12 июля 1891 года в Курской губернии.
В 1900 году переехал в Новониколаевск (сейчас — Новосибирск). Учился в церковно-приходской школе, после чего три года работал в кузнице молотобойцем.
В 1907—1909 годах обучался в Новониколаевске в живописно-малярной мастерской Игнатьева.
Был художником-декоратором в железнодорожном клубе, выполнял альфрейную роспись в частных домах города.
С 1912 года принимал участие в художественных выставках.
В 1914 году был призван в Русскую армию, участвовал в сражениях Первой мировой войны.
Во время революции 1917 года находился в Одессе, где был избран депутатом городского совета от солдат.
В начале 1918 года демобилизован, после чего вернулся в Новониколаевск, вновь занялся декорационной живописью.
В 1919 году поступил на службу в армию Колчака в полк морских стрелков, который через два месяца после его образования поднял восстание, примкнув к Красной Армии.
До 1923 года состоял в Красной Армии, занимал различные должности. Уволился в связи с неудовлетворительным состоянием здоровья и возвратился в Новониколаевск. В этом же году устраивается художником в журналы «За социалистическое земледелие», «Вестник сельхозкооперации», работает в газете «Советская Сибирь».
В 1926 году стал членом Новосибирского филиала АХРР.
В 1927 году — чертежник и конструктор Новосибирской Госстройконторы. С 1928 (1930) по 1934 год — архитектор проектных организаций Новосибирска, в которых занимался разработками для сооружений моста через Томь в Кемерове, клуба в Горно-Алтайске и Дома Советов в Иркутске.
В 1930-х годах создавал картины по заказу Кузнецкого металлургического комбината на революционную и производственную темы.
В 1933 году Якубовский представлял собственные эскизы для конкурса проектов здания будущего Новосибирского театра оперы и балета.
С 1935 года — член новосибирского товарищества «Художник».
В 1937 году вступил в Союз советских художников
В 1938 году трудился в монументально-декоративной мастерской при строительстве Новосибирского оперного театра, где в 1939 году работал над двумя живописными медальонами плафона большого зала.
В период Великой Отечественной войны написал несколько масштабных полотен на тему фронтовых событий.
Художник умер 22 июня 1945 года в Новосибирске.

## Выставки
Работы художника были представлены: на выставке произведений томских и новониколаевских художников (1914, Новониколаевск); III западносибирской краевой художественной выставке (1936, Новосибирск); областной художественной выставке (1940, Новосибирск); выставках «Художники Сибири в дни Великой Отечественной войны» и «Героическое прошлое русской армии» (1942 и 1943, Новосибирск). В 1948 году в Новосибирске состоялась посмертная персональная выставка Якубовского, после чего его работы не демонстрировались и не издавались, кроме нескольких работ из музея Кузнецкого металлургического комбината. В 2002 году произведения Якубовского экспонировались в Новосибирском государственном художественном музее.

## Работы
Подавляющая часть творческого наследия Якубовского из более 800 произведений, а также личный архив хранились в его семье. Это собрание стало основой для новосибирской выставки 2002 года, после которой дочь художника Любовь Павловна передала свыше двухсот работ книжной и журнальной графики в дар художественному музею, коллекция которого семь лет спустя пополнилась и живописью Павла Геронтьевича.
Работы художника хранятся в Новосибирском государственном художественном музее, Новосибирском государственном краеведческом музее, Артиллерийском музее в Санкт-Петербурге и музее Кузнецкого металлургического комбината в Новокузнецке.

### Примеры работ
«Грузят сено», «Погрузка», «Пахарь и завод», «Охотник в зарослях», «На току», «Кто соберёт 10 подписчиков...» и т. д.